# Bathyteuthis bacidifera
Bathyteuthis bacidifera е вид главоного от семейство Bathyteuthidae.

## Разпространение и местообитание
Видът е разпространен в Еквадор, Колумбия и Перу.
Среща се на дълбочина от 683 до 3182 m, при температура на водата от 2 до 6,3 °C и соленост 34,6 – 34,7 ‰.